# کتابخانه تصویری پایتون
کتابخانه تصویری پایتون یک کتابخانه اوپن سورس برای خواندن بازکردن، دستکاری و ذخیره تصویر با فرمت‌های متنوع است که برای ویندوز مک و لینوکس قابل دسترس می‌باشد.
نام کتابخانه مربوطه Pillow می‌باشد و با دستور
$ pip install pillow
قابل دسترسی و استفاده در زبان پایتون است.